# Eduard Rüppell
Wilhelm Peter Eduard Simon Rüppell (20 de novembre de 1794 - 10 de desembre de 1884) fou un naturalista i explorador alemany. Rüppell de vegades es translitera «Rueppell» per l'alfabet en català.
Rüppell va néixer a Frankfurt del Main, i era fill d'un banquer molt pròsper. Al principi, estava destinat a ser negociant, però després de visitar el Sinaí el 1817 va desenvolupar un interès en la història natural. Va assistir a lectures de botànica i zoologia a la Universitat de Pavia i a la Universitat de Gènova.
Rüppell va fer la seva primera expedició el 1921, acompanyat del cirurgià Michael Hey com a assistent. Van viatjar pel desert del Sinaí, i el 1822 varen ser els primers exploradors europeus en arribar al Golf d'Aqaba. Després varen avançar cap a Alexandria via Mont Sinaí. El 1823 van remuntar el riu Nil cap a Núbia. Durant el viatge va col·leccionar espècimens a l'àrea del sud d'Ambukol. Va retornar al Caire el juny de 1825. En un viatge planejat a través d'Etiòpia on només van arribar fins a Massawa, el grup es va posar malalt.
Rüppell retornà a Europa el 1827. Durant la seva absència, Philipp Jakob Cretzschmar havia utilitzat espècimens que Rüppell havia enviat per produir l'Atlas zu der Reise im nordlichen Afrika (Atles de Viatges a Àfrica del nord) (1826).
El 1830 Rüppell retornà a Àfrica, i va esdevenir el primer naturalista a recórrer Etiòpia.
Rüppell també publicà una narració dels seus viatges, titulat Reise in Abyssinien (Viatges per Abissínia).